# Mealsgate
Mealsgate – wieś w Anglii, w Kumbrii. Leży 23 km na południowy zachód od miasta Carlisle i 417 km na północny zachód od Londynu.